# Henry Kissinger
Henry Alfred Kissinger, ameriški politik in diplomat, nobelovec, * 27. maj 1923, Fürth, Bavarska, Nemčija, † 29. november 2023, Kent, Connecticut, Združene države Amerike.
Kissinger je kot svetovalec za državno varnost (1969-1975) in državni sekretar ZDA (minister za zunanje zadeve) (1973-1977) med letoma 1969 in 1977 igral ključno vlogo v zunanji politiki Združenih držav Amerike. Bil je zagovornik realpolitike, ki se bolj kot na ideale, etiko in moralo ozira na razmerja politične moči ter praktične rešitve v mednarodnih odnosih. V tem času je vodil politiko, ki je v 1970. letih privedla do otoplitve odnosov s Sovjetsko zvezo in vzpostavljanju diplomatskih odnosov z Ljudsko republiko Kitajsko. Leta 1973 je skupaj z Lejem Ducom Thojem dobil Nobelovo nagrado za mir za pogajanja, ki so končala vojne v Vietnamu.
Manj pozitivna je njegova vloga pri bombardiranju Kambodže med Vietnamsko vojno in nekaterih drugih ameriških posegih v tujini, zato ostaja kontroverzna osebnost.